# 벽 속의 두 사람
벽 속의 두 사람은 한국에서 제작된 이성구 감독의 1977년 영화이다. 하명중 등이 주연으로 출연하였고 박종찬 등이 제작에 참여하였다.

## 출연

### 주연
- 하명중
- 정영숙

### 조연
- 송수영

## 제작진
- 조명: 장기종
- 미술: 김유준